# 獵豹式自行防空炮
獵豹式自行防空炮，又稱獵豹式防空坦克，是西德豹1型主力坦克的衍生型號，由克勞斯-瑪菲研發，應用豹1型坦克的車體及安裝全新設計的炮塔開發而成，這款防空炮具有良好的越野性能，能夠緊隨裝甲部隊行動，為前線作戰單位提供低空防衛，於1976年裝備西德陸軍，至2000年代仍是德國陸軍的主要機動防空武器，到2010年除役時都沒有經歷實戰的檢驗，已除役封存的獵豹式於2022年俄羅斯入侵烏克蘭後被德國政府作為軍援烏克蘭的物資，此舉曾經被部分批評家稱作把德軍的老舊裝備拋棄給烏克蘭，獵豹式後來卻在對抗俄軍無人機密集攻擊的作戰中展現出其效能並聲名大噪。

## 開發史

### 研發背景

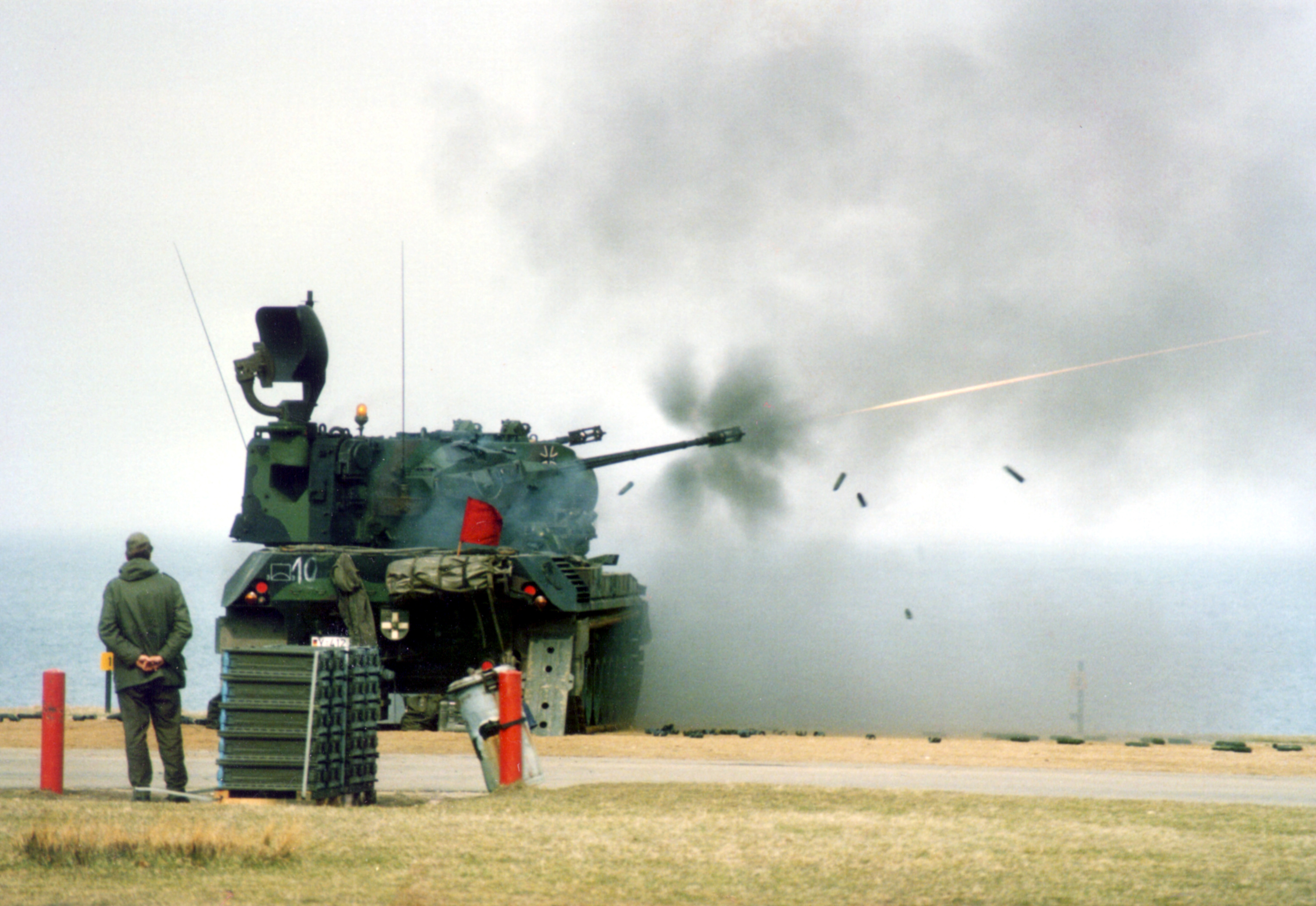
獵豹式自行防空炮在1987年操演時，35毫米口徑機炮發射的情況

獵豹式的發展始於1963年，西德陸軍為取代M42防空砲車而提出的新型自行防空炮開發計劃。西德在美蘇冷戰期間位處北大西洋公約與華沙公約對峙的最前線，西德在1950年代中期獲西方國家放寬限制重新武裝後，新成立的德國聯邦國防軍即重建裝甲部隊，西德陸軍在重建初期主要使用美國援助的裝甲車輛，直至西德新開發的豹1型坦克於1965年投產後，逐漸取代美援的M48巴頓戰車成為裝甲部隊的主力裝備。與此同時，西德留意到蘇聯空軍對北約地面部隊已構成與日俱增的空中威脅，蘇聯當時除了已裝備Su-7戰鬥轟炸機，Su-17戰鬥轟炸機也即將服役，還有經過武裝的Mi-17直升機，以及由此機型發展而成的Mi-24雌鹿直升機，都可對西德陸軍在戰線前沿的裝甲部隊構成嚴重打擊，但美國當時提供的M42防空砲車，既沒有配備雷達，只裝有簡單的光學瞄準器，而且依賴人手操炮，炮塔更是完全露天，不但無法在槍林彈雨下保障成員安全，也難以在核生化環境下操作。蘇聯當時正積極發展配備反坦克導彈及火箭彈的武裝直升機，相對於定翼機會有較長時間暴露在戰場上的空域，直升機可在需要開火時才爬升，發動攻擊後又可立即低飛及躲藏在障礙物背後，傳統手動操作的野戰防空炮由發現空中威脅到向目標開火的反應時間太長，無法在直升機發起攻擊時立即將之擊落，西德陸軍因此認為極需要開發一款可伴隨裝甲部隊作戰的新型自行防空炮，用以取代早已落伍的M42防空砲車。
蘇聯陸軍是西德陸軍的頭號競爭對手，其新配備的ZSU-23-4自行高炮卻有可取之處，不但配備有雷達，而且人員有炮塔保護，明顯比西德陸軍的M42防空砲車領先，西德決定開發一種類似的自行防空炮。不過蘇聯的ZSU-23-4自行高炮，雖然配備有雷達及射控裝置，但自動化程度低，追蹤目標時需要由操作員持續操控雷達，計算彈道的資料也須要人手輸入計算機，故此反應速度慢，又因爲缺乏獨立的搜索雷達，對抗多個目標的能力大受限制。西德陸軍要求新的自行防空炮需要高度自動化及盡量短的反應時間，可全天候作戰，並且具備核生化環境下的操作能力。

### 研發過程

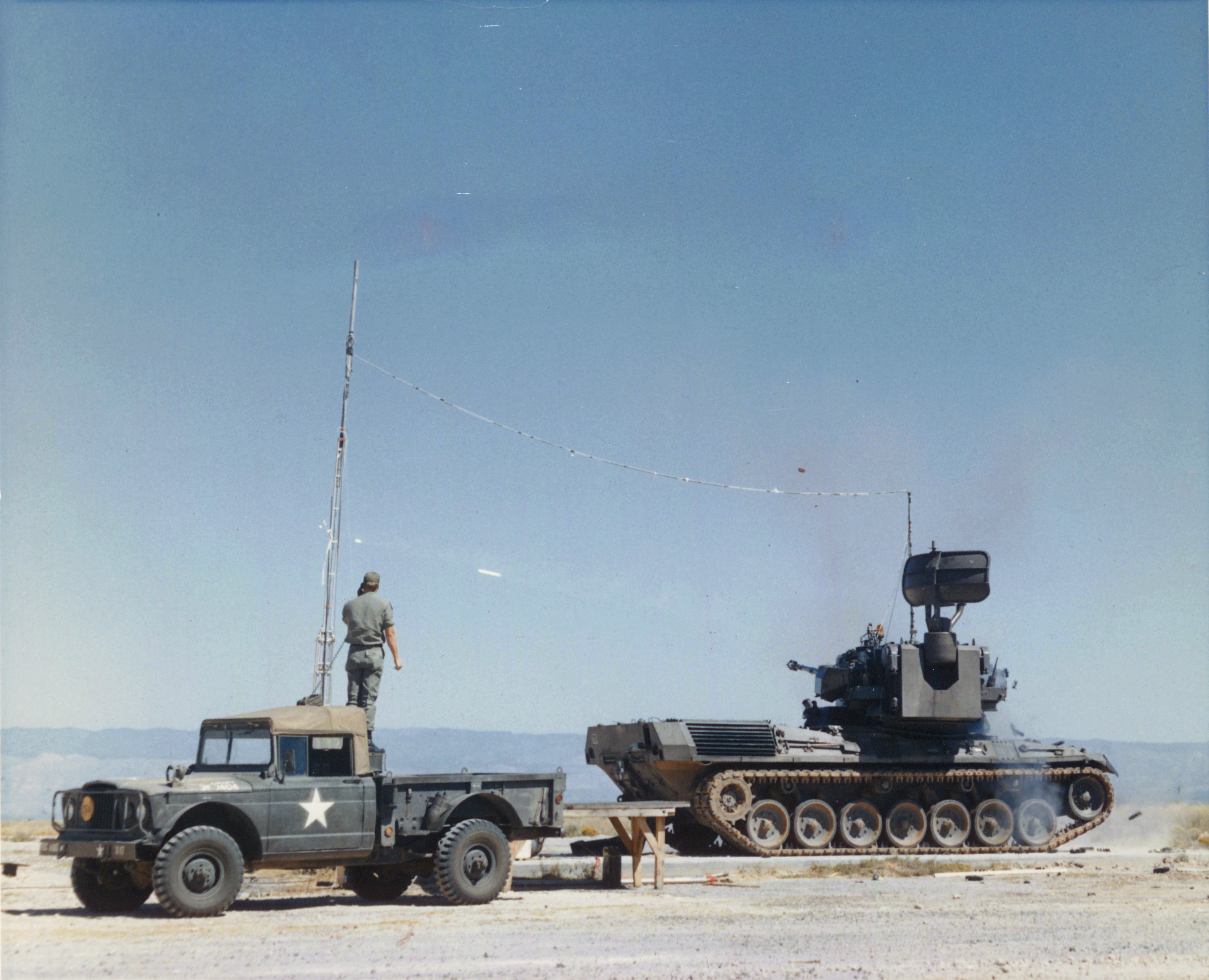
被運送到美國布利斯堡試驗場進行測試的獵豹式早期型

新型自行防空炮的研發於1965年正式展開，整體設計由克勞斯-瑪菲負責，其亦是豹1型主力坦克的開發單位，西德陸軍亦已選定應用豹1型的車體作為系統的載具，除可具有如同坦克的機動性外，採用與主力坦克相同的車體亦可減低維修的負擔。炮塔和火控系統的開發由不同廠商提供設計方案，包括萊茵金屬、德律風根、西門子公司及保時捷都有提交方案參與競爭。
聯邦德國國防部為進行初步測試及評估，於1966年訂購了兩輛A型原型車，分別由兩組團隊負責設計及製造。其中一輛名為鬥牛士的原型車，採用萊茵金屬設計的30毫米口徑的機炮，德律風根的追踪雷達及火控電腦，西門子的搜索雷達及保時捷設計的炮塔。另一輛原型車名為5PFZ-A，採用瑞士歐瑞康的35毫米口徑KDA機炮，荷蘭訊號公司的雷達，瑞士康特拉韋斯的火控系統，西門子的射控系統及克勞斯-瑪菲設計的炮塔。炮塔的基本設計來自歐瑞康為其35毫米機炮而設計的GDP炮塔，克勞斯-瑪菲將原本由鑄造組件構成的炮塔修改為使用軋鋼及焊接構成。新型自行防空炮的首輛原型車於1968年出廠，另一輛原型車亦於1969年製造完成，兩輛原型車隨後展開雷達及火控系統測試。
西德陸軍為新型自行防空炮選配主要武器時曾經考慮多款對空機炮，包括20毫米口徑的火神機炮，雖然射速極高，但射程不足，而且炮彈的破壞力偏弱；博福斯40公釐高射炮雖然具有足夠彈頭威力，但射速偏低，而且彈藥尺寸較大導致備彈量不足。萊茵金屬30毫米口徑機炮及歐瑞康35毫米口徑KDA機炮，兩者都符合基本要求，所以需要進行深入測試。
兩輛原型車經測試及評估後，聯邦德國國防部於1970年決定選用5PFZ-A的設計，火力測試的效果亦顯示歐瑞康35毫米口徑KDA機炮是最適合作為新型自行防空炮的對空機炮；與30毫米口徑機炮相比，其射程較遠，炮彈威力也較大；與40毫米的博福斯炮相比，除了射速較高和彈藥的備用量也較多之外，其提供的彈鏈供彈及雙向供彈模式，可提供較佳的持續火力，供彈的可靠性亦較高，並具有兩款彈種之間切換的功能，而且重裝彈藥方面也較為方便，整體的設計亦較為成熟。
新型自行防空炮的主要武器及基本設計雖然已於1970年確定，並準備製造經改進的B型原型車，但由於西德國防預算出現緊張，新型自行防空炮的研發計劃又所費不貲，聯邦德國國防部於1970年6月決定將計劃延後，供進一步測試的B型原型車要推遲至1973年訂購，但設計團隊在此期間仍持續開發稱為5PFZ-B的B型原型車。1973年製造的B型原型車除構型有所修改之外，原本由荷蘭訊號公司供應的搜索雷達被更換為西門子MPDR12，並改用西門子的DII 211敵友識別系統。B型原型車於1973年出廠後，另外製造了稱為B1及B1R的原型車分別搭配不同追踪領雷達，供雷達及火控系統的測試及改進用途。新型自行防空炮於1973年獲西德陸軍命名為「獵豹」（Gepard），象徵這款新式自行防空炮將會成為西德陸軍的新裝備。同年，聯邦德國國防部正式訂購改進為B2的量產型號，並按計劃於1976年交付。

### 荷蘭參與
1973年的B型原型車獲聯邦德國國防部訂購後，反映獵豹式的發展已漸趨成熟，荷蘭及比利時亦對此款新型自行防空炮產生興趣並有意採購，荷蘭於同年年底決定引進95輛，比利時亦購買55輛，但荷蘭要求採用本國的雷達系統，因此克勞斯-瑪菲在準備量產B2型的同時，亦須與荷蘭廠商合作開發C型原型車供測試荷蘭的雷達產品。荷蘭版的C型原型車與B型原型車基本上是相同的，但改用荷蘭訊號公司供應的雷達設備，其後製造了CA型原型車供進一步測試，之後再修改為供量產的CA1型，荷蘭將這款自行防空炮命名為印度豹（Cheetah），於1977年正式裝備荷蘭陸軍。

### 量產及改進

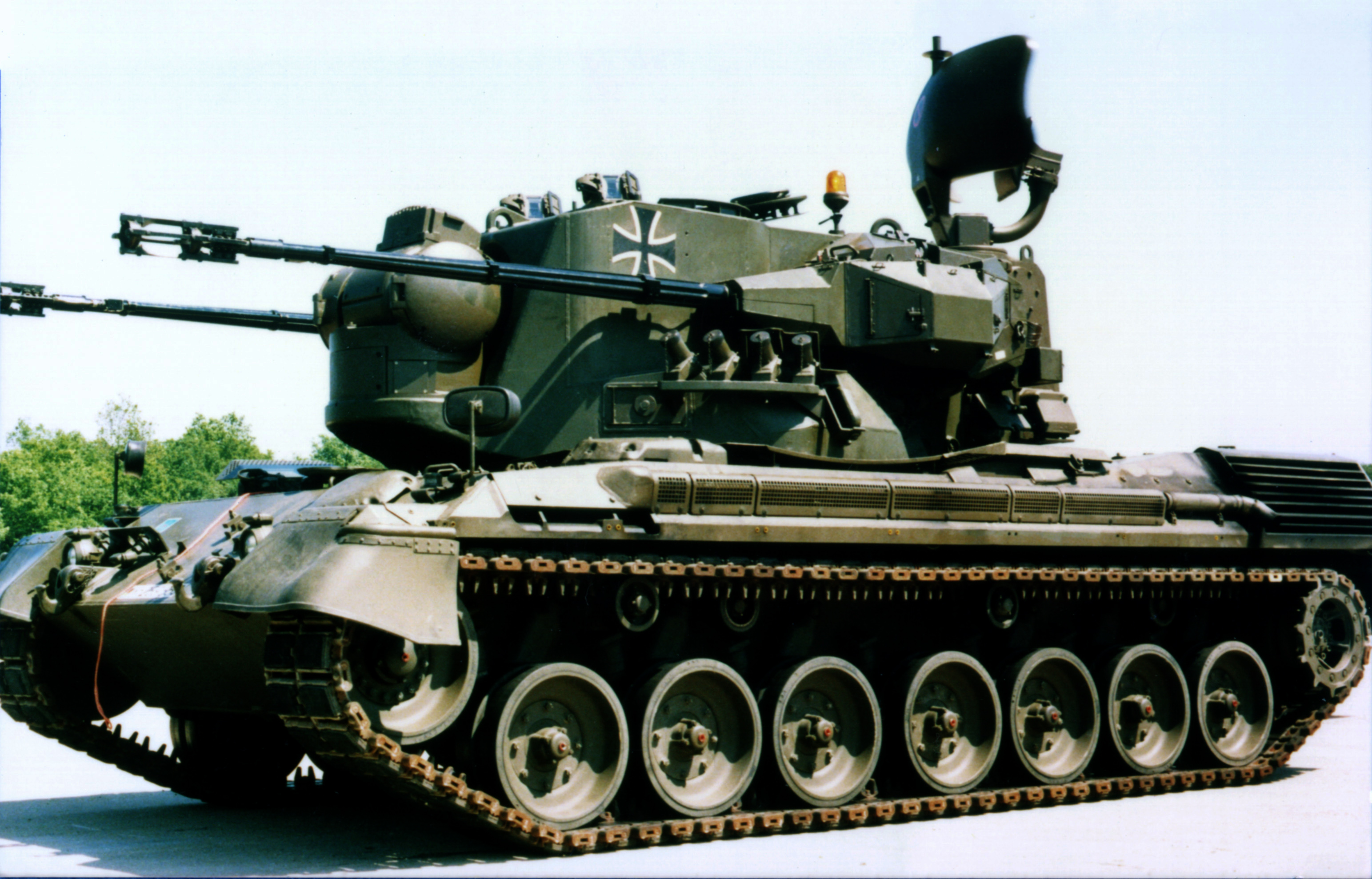
加裝鐳射測距儀的獵豹式（Gepard B2L）於1986年推出

獵豹式的生產總承包商是克勞斯-瑪菲，Blohm + Voss負責供應炮塔和車體的主要組件，雷達及火控系統的主承包是西門子公司，炮塔由Wegmann & Co.負責製造，所有組件及半成品最後移送到克勞斯-瑪菲的廠房進行總裝及測試。首輛獵豹式於1976年12月交付西德陸軍，獵豹式的生產工作從1976年持續至1980年，共有570輛量產型供西德、比利時及荷蘭裝備部隊，其中西德陸軍及比利時陸軍分別接收420輛及55輛獵豹式B2型，荷蘭陸軍接收95輛獵豹式CA1型。1986年有206輛西德陸軍的獵豹式獲安排加裝西門子提供的鐳射測距儀成為獵豹式B2L型。

## 版本及批次

### 德國及比利時
| 型號 | 版本   | 項目                       | 摘要                                  |
| ---- | ------ | -------------------------- | ------------------------------------- |
| A    | 原型車 | 首輛原型車                 | 測試X頻段的搜索雷達及Ku頻段的追踪雷達 |
| B    | 原型車 | 搜索雷達測試原型車         | 測試S頻段的搜索雷達                   |
| B1   | 研究車 | 多普勒雷達研究模型         | 測試Ku頻段的多普勒追踪雷達            |
| B2R  | 研究車 | 經修訂的多普勒雷達研究模型 | 測試Ku頻段的多普勒追踪雷達            |
| B2   | 量產型 | 大量生產版本               | 配備經優化的搜索雷達                  |
| B2L  | 改良型 | 加裝鐳射測距儀             | 加裝鐳射測距儀後的型號                |
| 2    | 提升型 | 性能提升研究計劃           | 沒有實施                              |
| 1A2  | 改良型 | 延壽及改良計劃             | 德國陸軍的B2L經改良後的版本           |

### 荷蘭
| 型號 | 版本   | 項目             | 摘要                                  |
| ---- | ------ | ---------------- | ------------------------------------- |
| C    | 原型車 | 荷蘭版原型車     | 測試X頻段的搜索雷達及X頻段的追踪雷達  |
| CA   | 研究車 | 雷達系統測試模型 | 測試模組化的搜索雷達                  |
| CA1  | 量產型 | 大量生產版本     | X頻段的搜索雷達及使用Ka頻段的追踪雷達 |
| GWI  | 改良型 | 延壽及改良計劃   | 荷蘭陸軍的CA1經改良後的版本           |

## 設計
獵豹式自行防空炮的車體來自豹1型坦克，但內部設計和裝置都有所修改，以適應雷達及火控系統大增的耗電量需求。獵豹式配有一個全新設計，配備兩門歐瑞康35毫米口徑KDA機炮，裝有雷達及火控系統的雙人炮塔，參與研發的歐瑞康公司將這款炮塔稱為GDP-C02，除了可安裝在豹1型坦克的車體上，也可安裝在其他坦克的車體上，可用於爭取更多國際客戶。車長及炮手都坐在配備核生化防護的炮塔內，炮塔可360度全方向旋轉。由於炮塔的構型需要配合對空機炮的射角、加裝雷達和火控系統，所以外觀比豹1型主力坦克的炮塔高大。因爲需要安裝對空雷達及火控系統等新增的電子裝置，又要加裝冷卻系統等設備，炮塔內部設備的重量顯著增加，但對空中目標進行追踪、瞄準和射擊，均要求炮塔需要具備較高的轉動靈活性，所以炮塔不能太重，在內裝設備增加下進行減重是透過削減裝甲達成。獵豹式的炮塔僅具備最基本的防護力，只能抵禦小口徑武器的射擊，防護力無法與豹1型主力坦克的炮塔相比，至於車體的裝甲防護則與豹1型相仿。雖然裝甲防護遠不如豹1型主力坦克，但因爲獵豹式的主要角色是為前線作戰單位提供低空防衛，並在裝甲部隊內與主力坦克協同作戰，而不是單獨與敵方地面部隊直接交火，充分發揮防空作戰的效能比配備厚重的裝甲防護更為重要。獵豹式的雙人炮塔連同彈藥的整體重量略大於15公噸，配合新設計的炮塔驅動系統，炮塔以360度旋轉一周所需的時間少於2.5秒，比一般主力坦克需要8秒或以上快很多。炮塔內的車長和炮手的座椅都位於接近炮塔旋轉中心的位置，可大爲減輕因炮塔高速旋轉而產生的不適感。因爲炮塔所佔空間較大，炮塔的旋轉角度可能會妨礙坐在車體前方的駕駛員經其艙蓋進出，特別是需要緊急逃生時，因此在駕駛員座位的後方設有通往炮塔的通道，駕駛員可經由炮塔離開。由於炮塔上的兩門機炮開火時會彈出炮彈彈殼，爲避免駕駛員被炮彈彈殼擊中，駕駛員艙蓋的上方另增設護罩。獵豹式備有核生化防護系統，可在核生化環境下作戰。

### 機動性

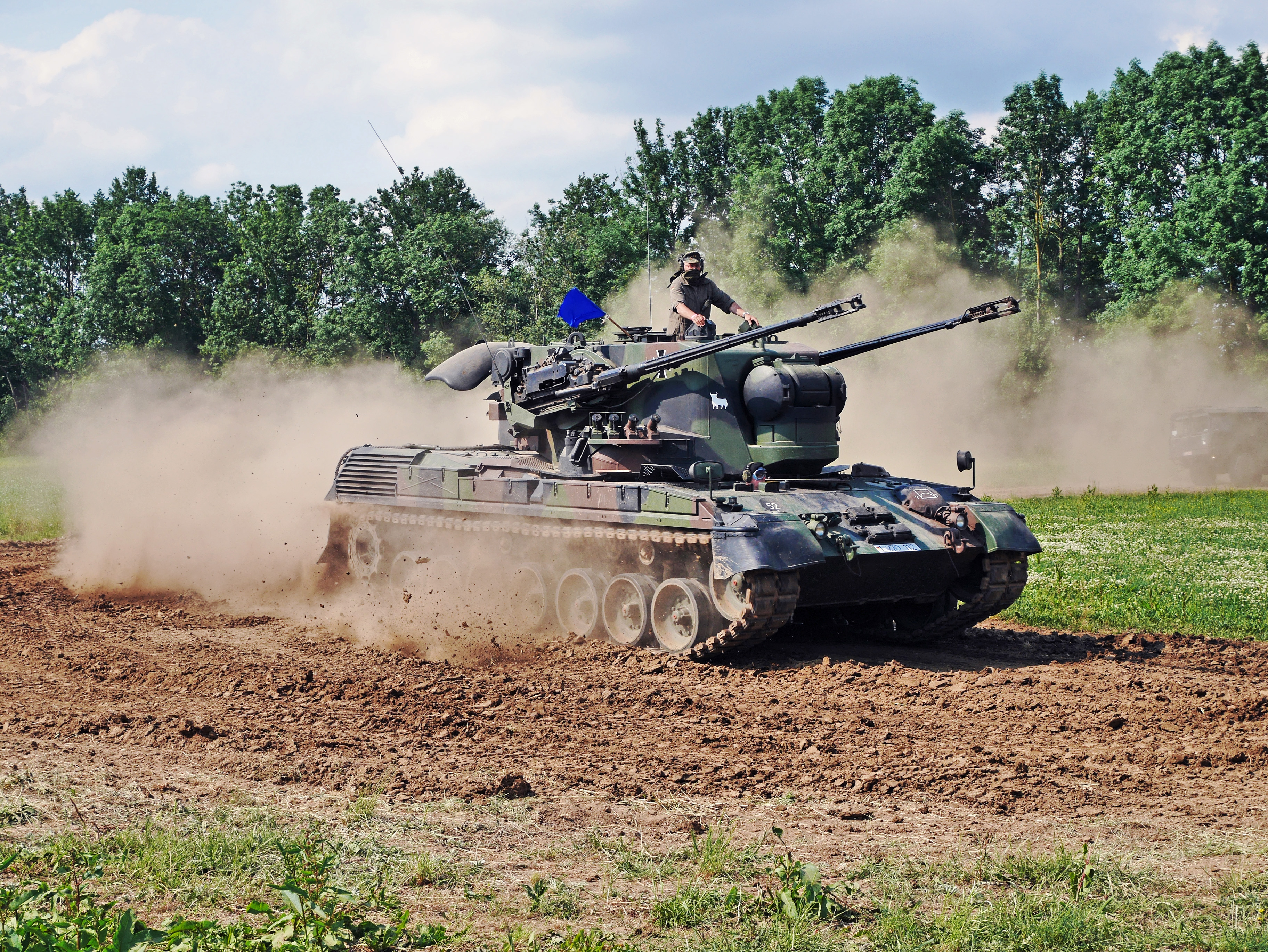
在野外行進中的獵豹式

獵豹式的主要動力來自安裝在車尾的MTU多燃料引擎（MB 838 CaM 500），在轉速每分鐘2200轉時可產生610kW動力，引擎連接由ZF供應的4HP250液壓傳動系統，提供四個前進檔及兩個後退檔，驅動輪位於車尾。車體裝有七對路輪，採用扭力桿及配有液壓減震器的懸掛系統，另配有四對頂支輪。履帶的款式與豹1型相同，都是採用由Diehl供應，是一款可更換橡膠塊的雙銷式履帶。獵豹式雖然比豹1型較大較重，但機動性仍維持豹1型的水平，油箱容量985公升，最高路速可達每小時65公里，行動距離550公里，其機動力足以伴隨裝甲部隊的主力坦克推進。

### 電力供應
由於自行防空炮需要安裝高功率的搜索雷達、追踪雷達及火控系統，這套雷達及火控系統的耗電量比豹1型所安裝的射控系統增加許多，單靠一台位於車尾的引擎已不敷使用，所以需要另設輔助動力系統為雷達及火控系統的裝置供電。原本在豹1型車頭左側的彈藥箱，在獵豹式被改為安裝輔助動力系統，使用一台3.8公升容積的平治OM314柴油發動機，利用其輸出的66kW動力推動車上的兩組交流電發電機及一組直流電發動機。兩組380Hz的三相交流電發動機可產生20kVA的交流電供電給雷達及火控系統，以及通風系統。直流發電機可產生300A的28V直流電供車上的電氣設備使用。車上還備有可提供24V直流電的電池。

### 武器

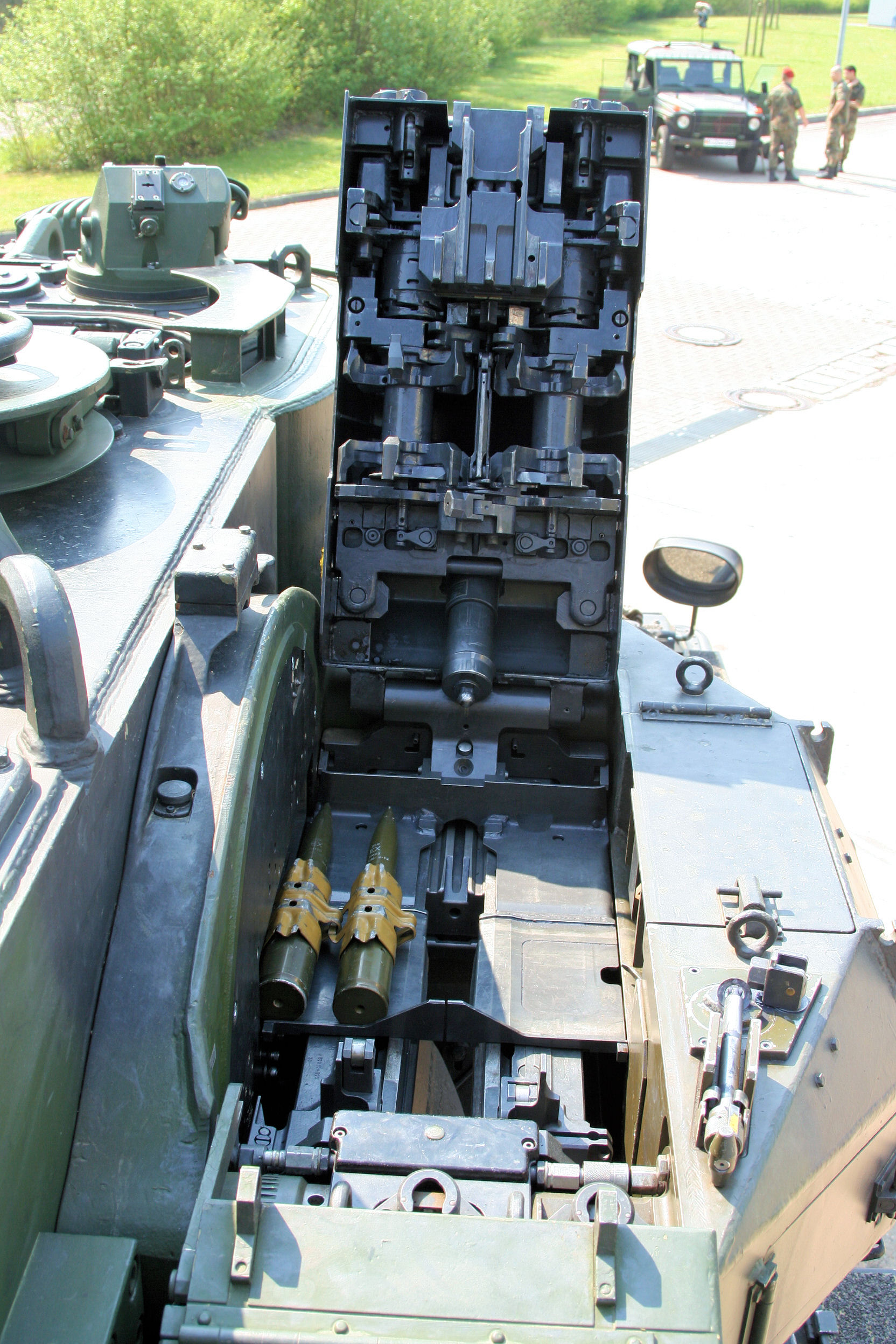
頂部已向前揭開的歐瑞康35毫米口徑KDA機炮，可見內部構造及裝有炮彈的彈鏈

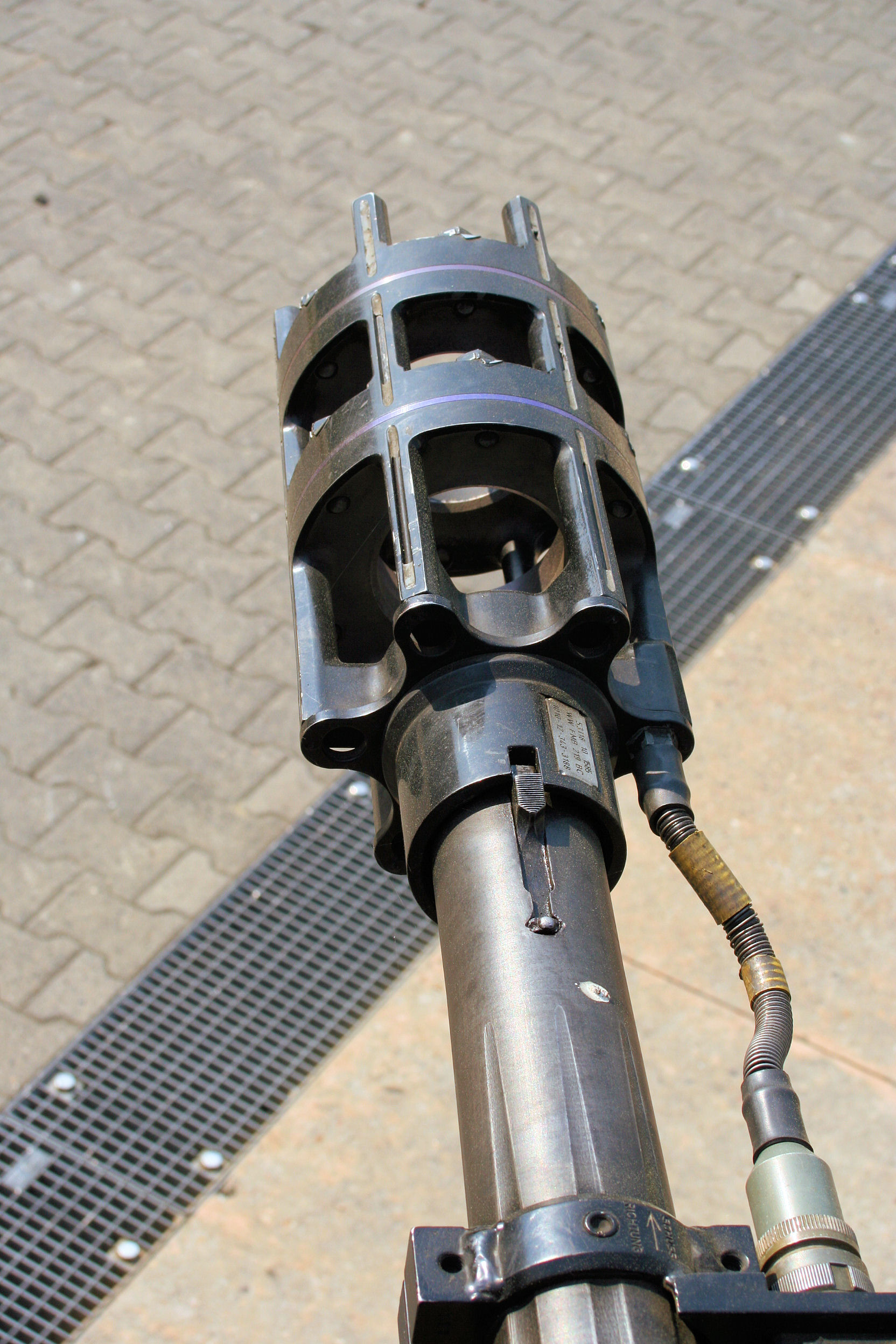
獵豹1A2型的歐瑞康35毫米口徑KDA機炮，炮口裝有初速感應器

獵豹式的炮塔左右兩側各配備一門瑞士歐瑞康供應的90倍徑35毫米口徑KDA機炮，炮管長度達3.15公尺，連炮口初速感應器長約3.75米。該炮採用雙向彈鏈供彈，以氣動原理運作，每分鐘射速550發，兩門齊射可達每分鐘1100發，炮管的橫截面外圍帶有凹槽，用以增加炮管的表面面積加強散熱效能，炮管的壽命約為2500至3000發。兩炮水平相距1.82公尺，以連動方式俯仰，最大俯仰角由-10度至+85度，移動90度角只需1.5秒。每門炮各備有320發對空炮彈及20發對地射擊用的穿甲彈，可選擇在兩種備彈中發射其中一種彈藥，並備有單發及連射模式，最大有效射高可達4000公尺，重新安裝彈藥需時約15分鐘。歐瑞康35毫米KDA機炮的炮口裝有初速感應器，在射擊時可將炮彈射出炮口的訊號傳送給火控系統，用以計算炮彈的飛行速度作為修正射擊的數據。
獵豹式的35毫米口徑機炮採用35×228毫米規格的彈藥，有多款炮彈可供選用，包括高爆/燃燒彈、曳光燃燒彈、穿甲燃燒彈、曳光穿甲燃燒彈及曳光脫殼穿甲彈等。穿甲爆破彈全重1.55公斤，炮口初速每秒1175公尺。脫殼穿甲彈全重1.46公斤，彈丸重370克，脫殼後的彈芯重294克，炮口初速每秒1390公尺，在離開炮口後的1公里處仍維持每秒1268公尺的速度，可貫穿垂直的90毫米裝甲或傾斜30度的70毫米鋼板。
獵豹式常用的35×228毫米炮彈：
| 德國軍方編號 | 類型   | 用途                                                                                                 |
| ------------ | ------ | --- |
| DM21         | HE     | 高爆彈，內有炸藥可加強對目標的破壞，主要用於飛機、直升機及沒有裝甲防護的車輛。                       |
| DM31         | HE-T   | 高爆曳光彈，內有炸藥可加強對目標的破壞，及可提供彈道軌跡，主要用於飛機、直升機及沒有裝甲防護的車輛。 |
| DM33         | FAPDS  | 脫殼穿甲散彈，具有穿甲能力，且會散開高硬度的彈珠，適用於打擊裝甲車等輕裝甲目標。                     |
| DM23         | HVAPDS | 高速脫殼穿甲彈，穿甲能力強，主要用於具有較強裝甲防護的目標。                                         |

除兩門35毫米機炮外，炮塔兩側各有一組4聯裝煙幕彈發射器，在遇到威脅時可發射煙幕彈隱藏車輛確實位置，減低被敵火直接擊中的機會。車上人員配備有手槍及衝鋒槍，以備必要時下車的自衛需要。

### 雷達及火控系統

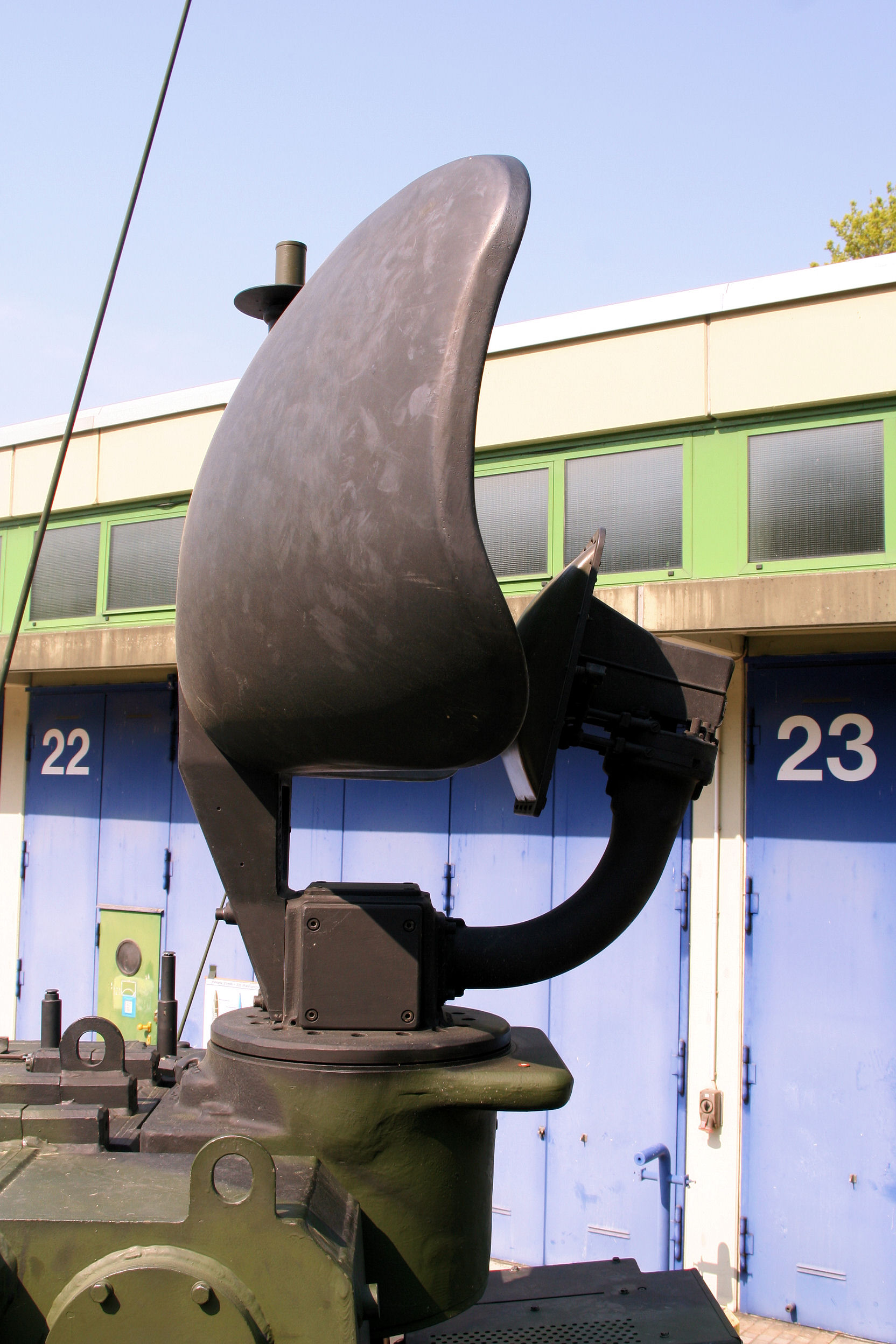
在炮塔頂部的搜索雷達旋轉天線

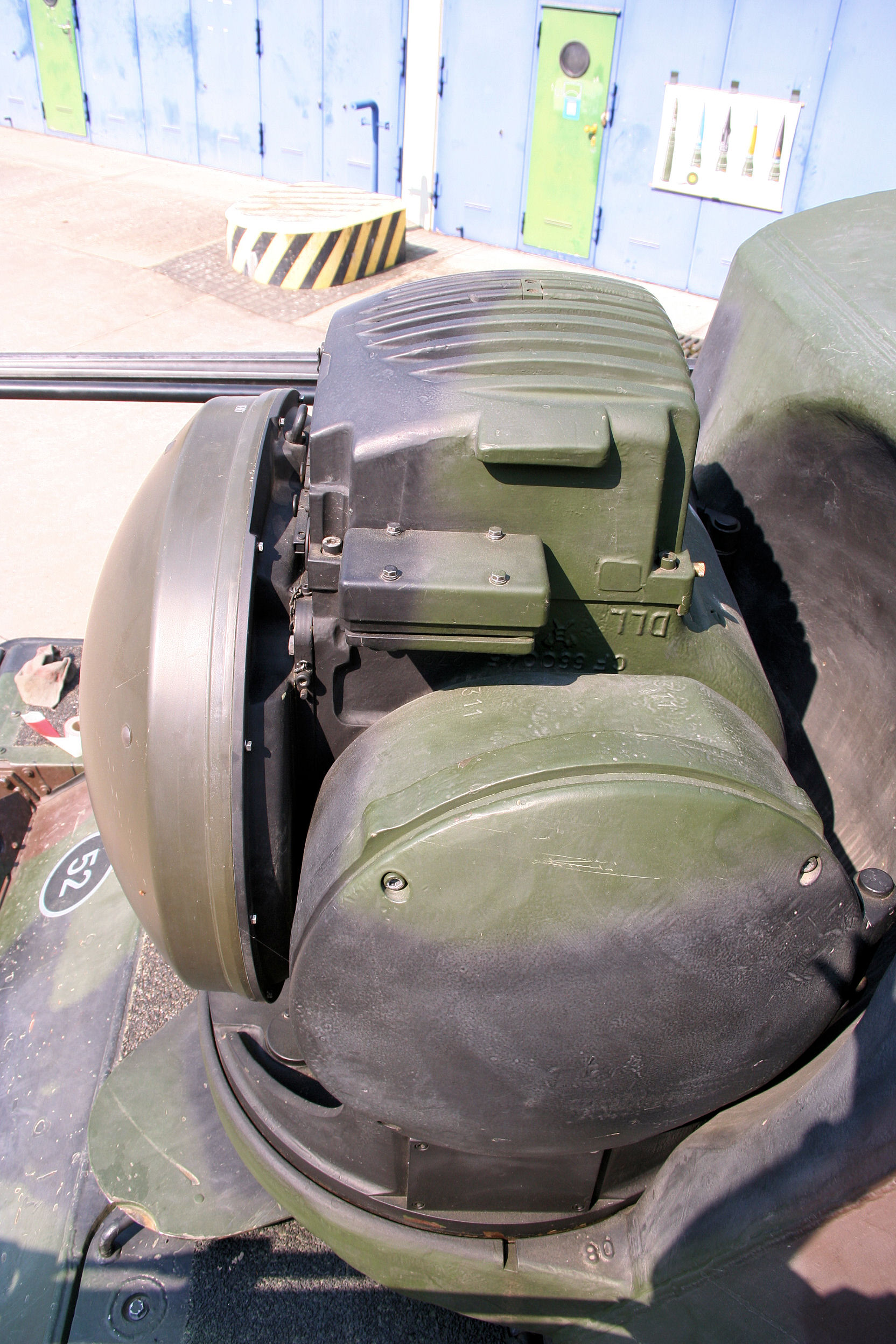
在炮塔前方的追踪雷達

獵豹式的雷達及火器控制系統由搜索雷達、追踪雷達、光學瞄準器、敵友識別器、炮口初速感應器及射控計算機組成，並配有供冷卻用的空調系統。在炮塔後方的頂部裝有由西門子提供的MPDR12對空搜索雷達，採用S頻段操作，最大搜索距離達15公里，雷達天線採用拋物面設計，天線每分鐘旋轉60圈，該雷達整合有用於分辨是否敵機的敵友識別器，雷達天線在行車期間可維持轉動，因此行駛中的獵豹式能夠繼續使用搜索雷達搜尋目標，搜索雷達的旋轉天線在不使用時可往炮塔後方降下避免受損。炮塔的正面配備有追踪雷達，使用Ku頻段，以單脈衝多普勒模式運作，最大操作距離達15公里，配有曲面天線罩的追踪雷達可上下左右轉動，獵豹式的炮塔的正面具有圓弧形的凹位，讓追踪雷達有足夠空間轉動，追踪雷達最大移動範圍達200度，追踪雷達在不使用時可轉至正後方，減低雷達天線受損的機會。當搜索雷達尋獲目標後，便會將目標的距離和方位顯示在車長及炮手前方的顯示屏，系統同時可接收來自其他遠程搜索雷達提供的目標信息，目標的數據可以通過自動或手動模式傳送給追踪雷達，人員只需將雷達顯示屏的距離指針對準指定目標，追踪雷達便會自動追踪這個目標，爲火控系統的計算機提供精確的目標距離、移動方向及速度等參數。因爲搜索和追踪目標分別由搜索雷達及追踪雷達各自進行，所以火控系統對指定的目標進行追踪及收集射擊參數時，可持續通過搜索雷達搜尋潛在目標及更新已搜獲目標的位置資訊。
在炮塔頂部的艙蓋前方裝有兩組分別供車長及炮手使用的光學潛望鏡，用於搜索及跟踪空中或地面目標，對空的放大倍率為1.5倍及視角50度，對地的放大倍率為6倍及視角12.5度，潛望鏡配備有陀螺儀，具有自我穩定的功能，即使在車輛行進期間都可觀測及瞄準目標。
獵豹式的雷達系統具有優良的抗干擾能力，並配有敵友識別裝置，可適應複雜的戰場環境及避免發生誤擊。獵豹式在1976年剛服役時的火控系統屬於類比式系統，但已具備高度自動化的操作功能，各項射擊參數皆可自動輸入計算機，可大幅縮短反應時間，由發現空中目標到驅動炮塔及炮身對目標開火只需約6至8秒，可儘早解除友軍面對的空中威脅。獵豹式的反應時間不但比當時依賴人手輸入射擊參數和人手操炮的野戰防空炮快上許多，而且具備全天候作戰能力，在夜間仍可對空中目標進行精確射擊。
雖然單靠追踪雷達已可探測出目標的距離，但為了提升檢測目標距離的精確度，在1986年推出加裝鐳射測距儀的獵豹B2L型，有效操作距離由400公尺至10公里，最大誤差±2.5公尺，在開火前可以先用鐳射測距儀照射目標進行精確測距，從而獲得更高的射擊命中率。
為延壽而推出的獵豹1A2型，火控系統由類比系統升級為數字化系統，使用32位元的摩托羅拉68020中央處理器為系統核心，並配有C3I系統及全球定位系統，炮口初速感應器也改用新款式。

### 系統操作

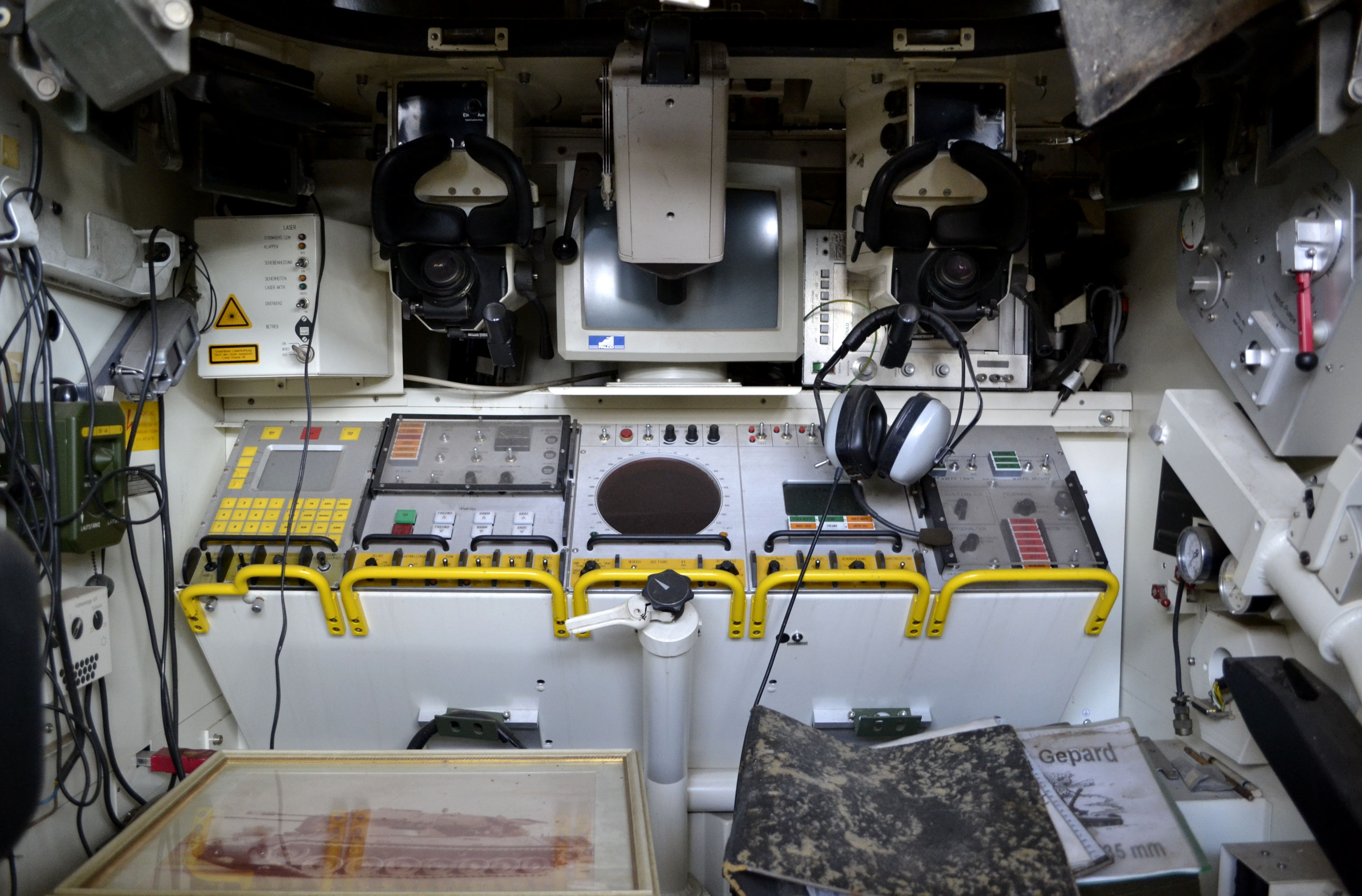
供獵豹式操作人員練習用的防空炮操作訓練模擬器（Ausbildungsanlage Simulator Flugabwehrbatterie, ASF）

在1976年量產的獵豹式B2型配備的雷達及火控系統，以1970年代的電子科技而言是十分先進的，到1980年代的B2L更加裝鐳射測距儀提升測距精度。在進行防空作戰時，先利用炮塔頂部的防空搜索雷達尋找空中目標，車長可將其認為最具威脅性的目標，交由炮手利用炮塔前方的追踪雷達進行追瞄，追踪雷達可將目標的高度及距離等數據自動輸入射控電腦，目標如即將進入射程範圍，只要操作人員決定接戰並按下開火按鈕，鐳射測距儀將會照射目標測量與目標的精確距離，感測器量得的風向、風速、氣溫和大氣壓力，上次開火的炮口初速，以及所選彈種等資訊，都會自動輸入電腦系統，火控系統會自動驅動炮塔旋轉及控制對空機炮俯仰作最後修正，然後在距離目標約3000公尺至4000公尺處向目標開火，每次射擊發射20至40發炮彈，並預期可在距離目標約2000至3000公尺處將空中目標擊落。相對於傳統人手操作的高射炮需要連番試射及修正，就算打得滿天炮彈也不一定可擊落目標，如遇天候不佳射擊精度便會更差。獵豹式的火控系統使用雷達捕捉目標及進行追瞄，在開火前先由射控電腦計算目標的移動軌跡，再於目標將會通過的位置射出一串炮彈，務求第一次開火就將目標擊落。這套火控系統不但可減低天候不良時對瞄準和射擊的影響，又可減輕操作人員的工作量及縮短反應時間，當要處理多個目標時也比全人手操作有較高的作戰效能。

## 使用情況

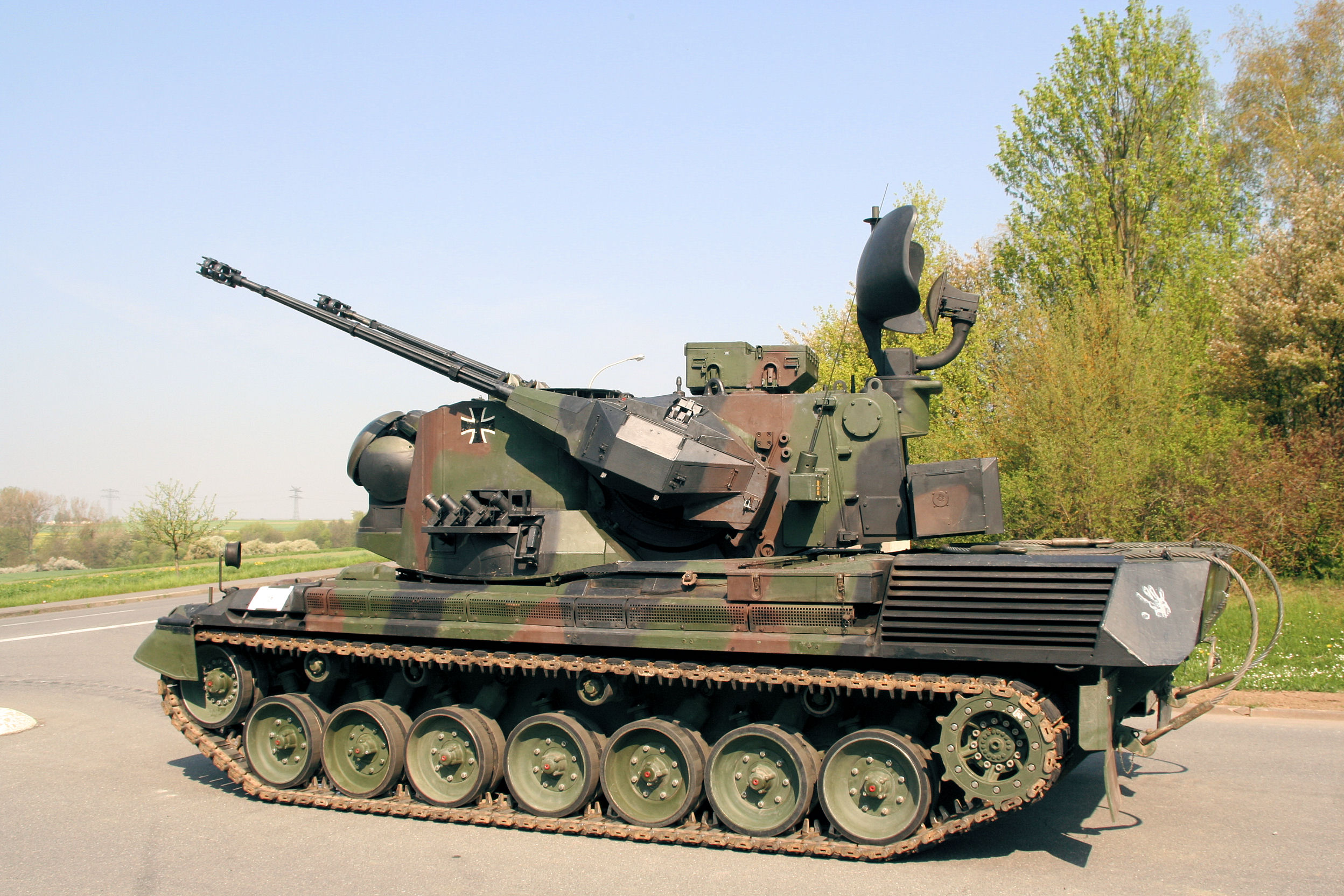
德國陸軍的獵豹式（Gepard1A2）

獵豹式自行防空炮於1976年面世時，因配備有先進的雷達及火控系統，使其具有高度自動化的接戰能力及很高的射擊命中率，因此立即引起各國陸軍的注意，當中又以已購入豹1型主力坦克的北約成員國對引進獵豹式的興趣最大，也是最有可能取得西德政府出口許可的國家，但因其雷達及火控系統與電腦裝置在當時是相當精密及複雜，裝備部隊的數量也遠不如主力坦克，所以造價十分高昂，每輛獵豹式在1976年的價格達540萬西德馬克，而同期一輛豹1A4坦克僅需170萬馬克，一輛獵豹式自行防空炮的售價相當於三輛豹1A4主力坦克有餘，即使與西德當時最新銳的豹2型主力坦克相比仍是相當昂貴，成為陸軍裝備中的奢侈品，最終大部分潛在買家都望而卻步。
獵豹式的量產車在1976年至1980年間總共生產了570輛，除供西德陸軍（已於1990年統一為德國）自用外，另有荷蘭和比利時於1973年先後訂購。美蘇冷戰在1990年代結束後，歐洲國家相繼裁軍，由於預期在歐陸爆發大規模地戰的機會大為降低，德國、荷蘭和比利時都大幅縮減陸軍裝甲部隊的規模，部分獵豹式因此提早除役及轉作庫存，有數個國家對這些剩餘車輛感到興趣，於是向德國及荷蘭購買獵豹式的二手車。由於此車的原廠零件很多早已停產，特別是精密的火控系統所需的維修保養費用相當昂貴，購入獵豹式二手車的國家也面對維修困難及升級所費不貲的問題困擾，其中智利陸軍因為獵豹式維護費用昂貴及預算不足，已將四輛已到手的二手獵豹式退還德國。

### 西德及德國

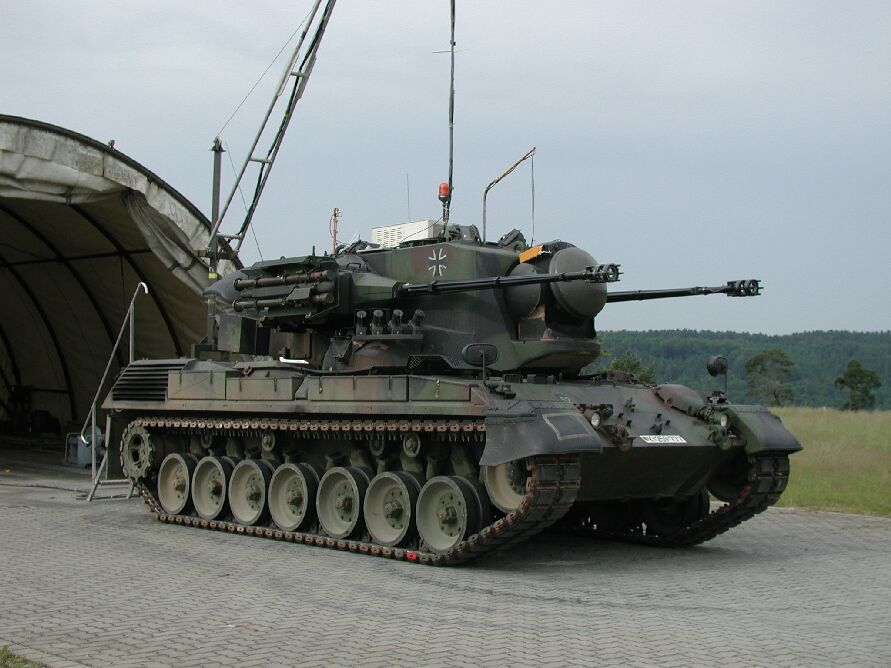
加裝刺針式防空導彈的獵豹式

西德陸軍共購買420輛獵豹式自行防空炮，用來取代美製的M42自行防空炮，西德陸軍在1976年12月接收首批獵豹式，至1980年10月全數交付完畢，1980年代後期陸續改良爲加配鐳射測距儀的B2L型。兩德統一後，德國陸軍在1990年代曾經計劃為獵豹式進行延壽計劃，部分車輛獲升級為獵豹1A2型的規格，火控系統升級爲新型的數字化設備，改進通訊系統，35毫米口徑KDA機炮改配新型初速感應器。此外還有進一步的性能提升計劃，除了更新火控系統，使其35毫米口徑KDA機炮可配合發射具有更高獵殺率的AHEAD彈藥，並且在KDA機炮殼體的外側加裝兩枚刺針式防空導彈，使其成為「彈炮結合」系統，雖然經性能提升後的獵豹式測試成功，但受限於國防預算不足，德國陸軍惟有放棄進一步升級的計劃，獵豹式的數量也逐漸減少至94輛，多出的車輛部分轉售給羅馬尼亞及巴西，德國陸軍的獵豹式在2010年代後期漸漸由LFK NG導彈系統和MANTIS火炮系統組成的LeFlaSys系統取代。

### 荷蘭及比利時

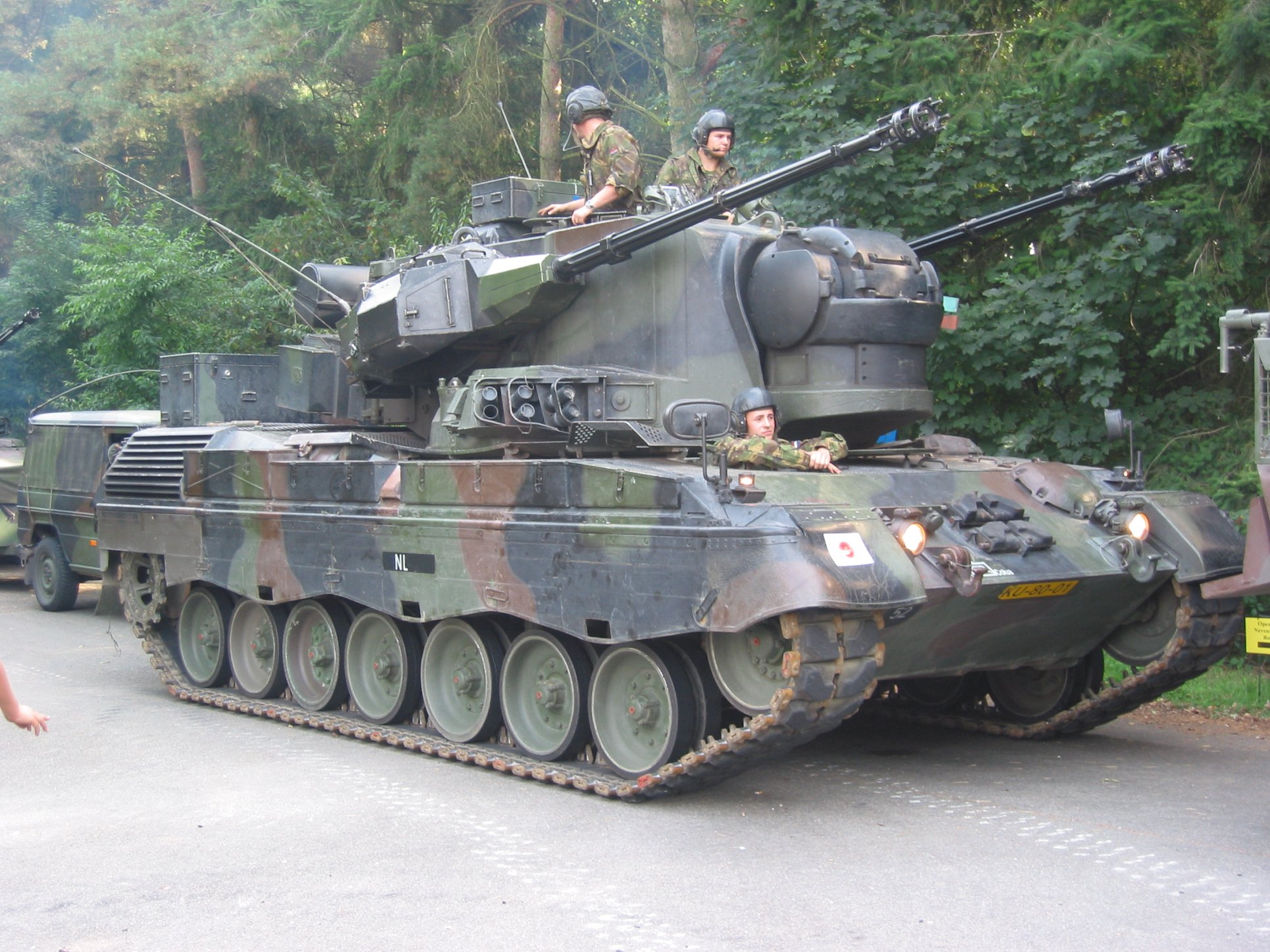
荷蘭陸軍的PRTL，別稱印度豹

荷蘭在獵豹式仍在測試階段時，已於1973年簽訂採購合約，購買95輛獵豹式供荷蘭陸軍使用。這批獵豹式的雷達系統應荷蘭的要求，改用荷蘭訊號公司的產品，因此搜索雷達及追踪雷達的外觀和西德的原版有所不同，搜索雷達採用X頻段，有效距離15公里，追踪雷達採用X/Ka頻段，有效距離10公里。荷蘭版的搜索雷達外觀較為緊緻，升起後的高度為3.7公尺，較西德原版的高度低。另外，炮塔兩側的煙幕彈發射器由4聯裝改為6聯設計。荷蘭版的獵豹式正式命名是（PantserRupsTegenLuchtdoelen, PRTL），別稱印度豹，其量產型CA1相當於西德的獵豹B2型，荷蘭訂購的印度豹於1977年至1979年間交付使用。荷蘭陸軍在1990年代曾為其配備的印度豹進行與西德獵豹1A2相仿的延壽計劃，經延壽及升級後成為GWI。現在荷蘭的印度豹已經全數除役，當中部分轉手給約旦。
比利時於1973年簽約購入55輛獵豹式，選用西德陸軍的B2量產型版本，於1977年至1980年間交付比利時陸軍使用。比利時在1990年代初決定裁軍，獵豹式於1994年起從比利時陸軍退役，目前已經全數除役。

### 烏克蘭

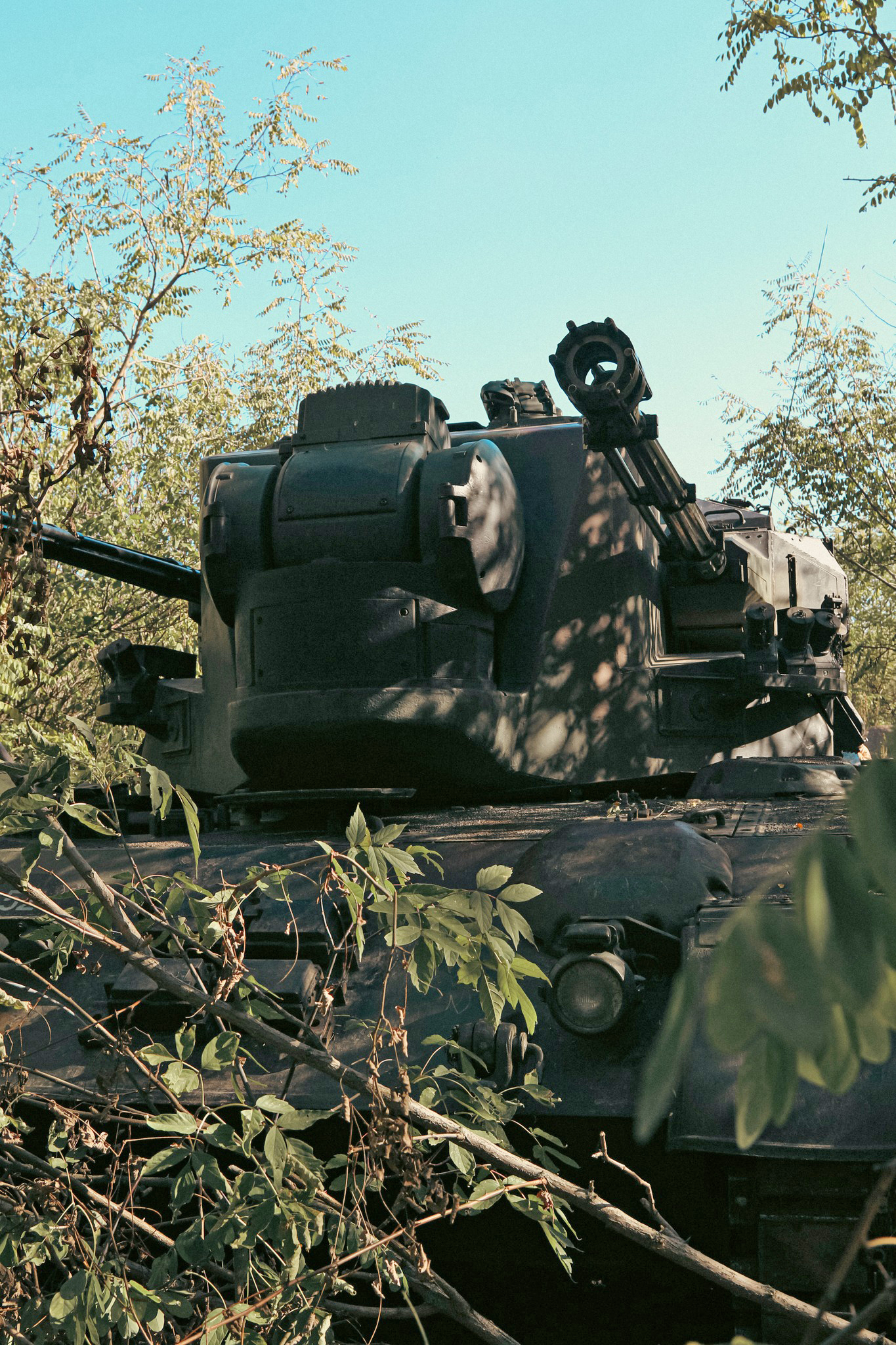
烏克蘭軍隊裝備由德國政府援助的獵豹式

2022年4月26日，美國國防部邀請40個國家的軍事代表到駐德美軍的拉姆施泰因空軍基地召開會議，討論俄羅斯全面侵略烏克蘭的戰爭在2022年2月爆發，國際軍事援助烏克蘭的方案，德國國防部長克里斯蒂娜·蘭布雷希特在會上宣布將會向烏克蘭提供50輛獵豹式自行防空炮，爲德國同意援助烏克蘭的首款重武器。德國援助烏克蘭的獵豹式是德國陸軍的退役裝備，當時被封存於克劳斯-玛菲·威格曼的倉庫等待外國買家接手。援助烏克蘭的獵豹式會先由克劳斯-玛菲·威格曼翻修，費用將由德國政府承擔，德軍亦會爲烏克蘭士兵提供培訓。然而德國爲烏克蘭提供歐瑞康35毫米機炮炮彈的過程一度陷入困局，由於德國庫存的35毫米彈藥是從瑞士進口，根據採購協議需要先經瑞士政府批准才可轉交他國使用，瑞士政府卻以保持中立爲理由，拒絕將瑞士生產的彈藥轉移給烏克蘭，其後德國把彈藥替換爲挪威Nammo生產的產品，初步解決彈藥供應的問題。不過烏克蘭的首3輛獵豹式並未良好兼容挪威生產的彈藥，經過廠方的調整才正式投入實戰。烏克蘭在10月增至30輛獵豹式，德國亦向烏克蘭提供6000發35毫米機炮炮彈。爲了確保烏克蘭的獵豹式得到持續的彈藥供應，於1999年併購瑞士歐瑞康成爲其母公司的萊茵金屬因而與西班牙彈藥生產商Expal公司接洽，討論由該公司爲烏克蘭提供彈藥的可行性。萊茵金屬另外規劃在瑞士以外另設35毫米彈藥的生產線。萊茵金屬在2023年2月稱已著手在德國設立35毫米彈藥的新生產線，德國國防部亦表示夏季可向烏克蘭提供30萬發彈藥，萊茵金屬在德國下薩克森廠房生產的彈藥在2023年9月開始分批交付烏克蘭，由於此前德國能夠供應的炮彈極為有限，所以烏克蘭的獵豹式只能採用節省模式射擊，每次發射6發炮彈，影響到作戰效能，由德國廠房供應炮彈可緩解彈藥短缺的困境。
2022年10月10日起俄軍接連使用飛彈及自殺式無人機襲擊平民社區及能源基建設施。烏克蘭軍警使用隨身攜帶的步槍射擊來襲的俄軍無人機，但攔截的效果不理想。獵豹式在對抗俄軍無人機時展現出優秀的表現，也具有較高的效益。實戰顯示，獵豹式的搜索雷達可在16公里的距離偵測出見證者136無人機，進入射程範圍後，發射6至10發炮彈就可以將目標擊落，獵豹式對付自殺式無人機相當有效，而且獵豹式消耗的炮彈遠比發射防空飛彈便宜，不但降低攔截無人機的成本，更讓烏克蘭將省下的防空飛彈用於攔截俄軍的巡弋飛彈及軍機。烏克蘭軍方及西方的防務專家對於獵豹式對付俄軍自殺式無人機的效果都感到滿意。德國於12月2日宣布向烏克蘭軍援額外7輛獵豹式，於2023年春季交付。
2023年5月德國媒體稱德國政府尋求買回在2020年出售給卡塔爾的獵豹式，並已與卡塔爾政府進行商討，如達成回購協議，卡塔爾持有的15輛獵豹式將會運回德國翻修，再移交給烏克蘭，報導又稱德國及美國將會提供武器填補該國放棄獵豹式後的空缺。2023年11月德國媒體報導稱美國已經向約旦提出採購方案，購買該國於10年前從荷蘭購入的60輛印度豹式，亦即荷蘭版的獵豹式，若達成協議，將於2024年6月之前把車輛全數運走，經翻修後再送交烏克蘭，卡塔爾及約旦分別於2023年6月及11月與德國及美國達成回購協議。

## 使用國家

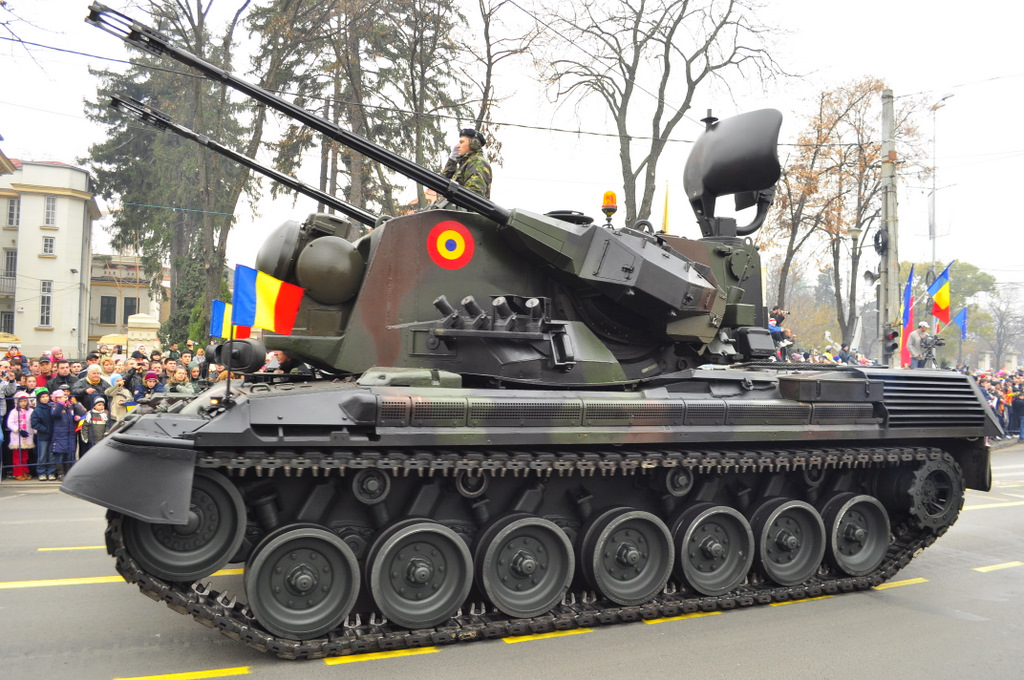
羅馬尼亞的獵豹式自行防空炮

### 當前使用國
- 巴西：自德國購入36輛二手車。
- 羅馬尼亞：2004年自德國購入43輛二手車，屬於B2版本。
- 乌克兰：德國在2022年4月宣布軍援烏克蘭自德國陸軍退役的獵豹式，2022年7月交付首3輛，2023年12月已有52輛服役[26]，另有75輛德國及美國分別從卡塔爾及約旦回購的二手車將於翻修後移交。

### 前使用國
- 西德：共購置420輛，1990年兩德統一後由德國繼承。
- 德国：繼承自西德，1990年代因爲德國裁軍而逐漸退役及封存，部分轉售他國，至2010年剩下的94輛也於2012年起分批退役，未有轉售他國的已退役獵豹式之後被停放在埃伯萊本的待處理車輛停車場，德國政府決定支援烏克蘭後，狀況較好的獵豹式陸續被翻修及送交烏克蘭。
- 荷蘭：曾裝備95輛，已經全數除役，當中60輛獲約旦接手。
- 比利时：曾裝備55輛，已經全數除役，比利時OIP地面系統公司存放有38輛從比利時陸軍退役後購入的獵豹式，正等待轉售[27]，比利時政府與該公司曾商討回購計劃，作為比利時支援烏克蘭的裝備，但該公司的索價及獵豹式的保存狀況，尚未有進一步消息。
- 智利：曾於2008年裝備4輛購自德國的二手車，計劃購入至30輛，但因為維護及升級費用昂貴，該國把訂單取消，4輛二手車已於2010年退回德國。
- ：自德國購入購15輛二手車，卡塔爾表示將用於2022年世界盃比賽球場的空防，德國政府在2020年12月批出出口許可，於2021年起陸續交付[28]。德國在2023年2月向卡塔爾提出回購獵豹式的方案，雙方若達成協議，德國將把該國持有的獵豹式轉運到烏克蘭[24]。2023年7月雙方達成協議，德國以64萬美元買走卡塔爾持有的全部獵豹式[29]。
- 约旦：2013年自荷蘭購入60輛二手車。2023年6月有消息稱美國向約旦提出採購方案，購買該國的荷蘭版獵豹式，雙方若達成協議，美國將把該國持有的車輛運走及轉交烏克蘭[25]。2023年11月雙方達成協議，美國國防部以118萬美元買走約旦持有的全部獵豹式[30]。

### 獵豹式的組成裝置
- 豹1型坦克
- 歐瑞康35毫米口徑KD機炮

### 其他機動防空武器
- 神射手防空系統
- B22L自行防空炮
- PZA Loara自走高射炮（英语：PZA Loara）
- 87式自走高射炮
- 9K22通古斯卡自行高射炮
- M42防空砲車
- M247約克中士式防空砲車
- PGZ-09自行高射炮
- PGZ-95自行高射炮
- ZSU-23-4自行高炮